# Organizația Statelor Ibero-Americane
Organizația Statelor Ibero-Americane (în spaniolă Organización de Estados Iberoamericanos, în portugheză Organização dos Estados Ibero-americanos; prescurtat OEI),, oficial Organizația Statelor Ibero-Americane pentru Educație, Știință și Cultură, este o organizație internațională formată din 23 de state membre ale națiunilor iberofone din Europa și America, precum și un membru în Africa. Membrii OEI sunt formați din toate statele suverane din Ibero-America și Peninsula Iberică, precum și din Guineea Ecuatorială. Toți membrii sunt națiuni vorbitoare de portugheză și spaniolă, în plus față de Andorra, care este predominant vorbitoare de catalană, deși organizația nu include toate națiunile iberofone ale lumii.